# 赫里斯托韋
48°43′45″N 39°20′13″E / 48.72917°N 39.33694°E
赫里斯托韋（烏克蘭語：Христове）是位於烏克蘭東部的村莊，由盧甘斯克州卢甘斯克区的卢汉斯克市镇負責管轄。該村始建於1777年，面積0.5平方公里，海拔高度75米，2001年人口80，人口密度每平方公里159.4人。